# Leptochilus tertius
Leptochilus tertius är en stekelart som beskrevs av Gusenleitner 1990. Leptochilus tertius ingår i släktet Leptochilus och familjen Eumenidae. Inga underarter finns listade i Catalogue of Life.